# 314th Airlift Wing

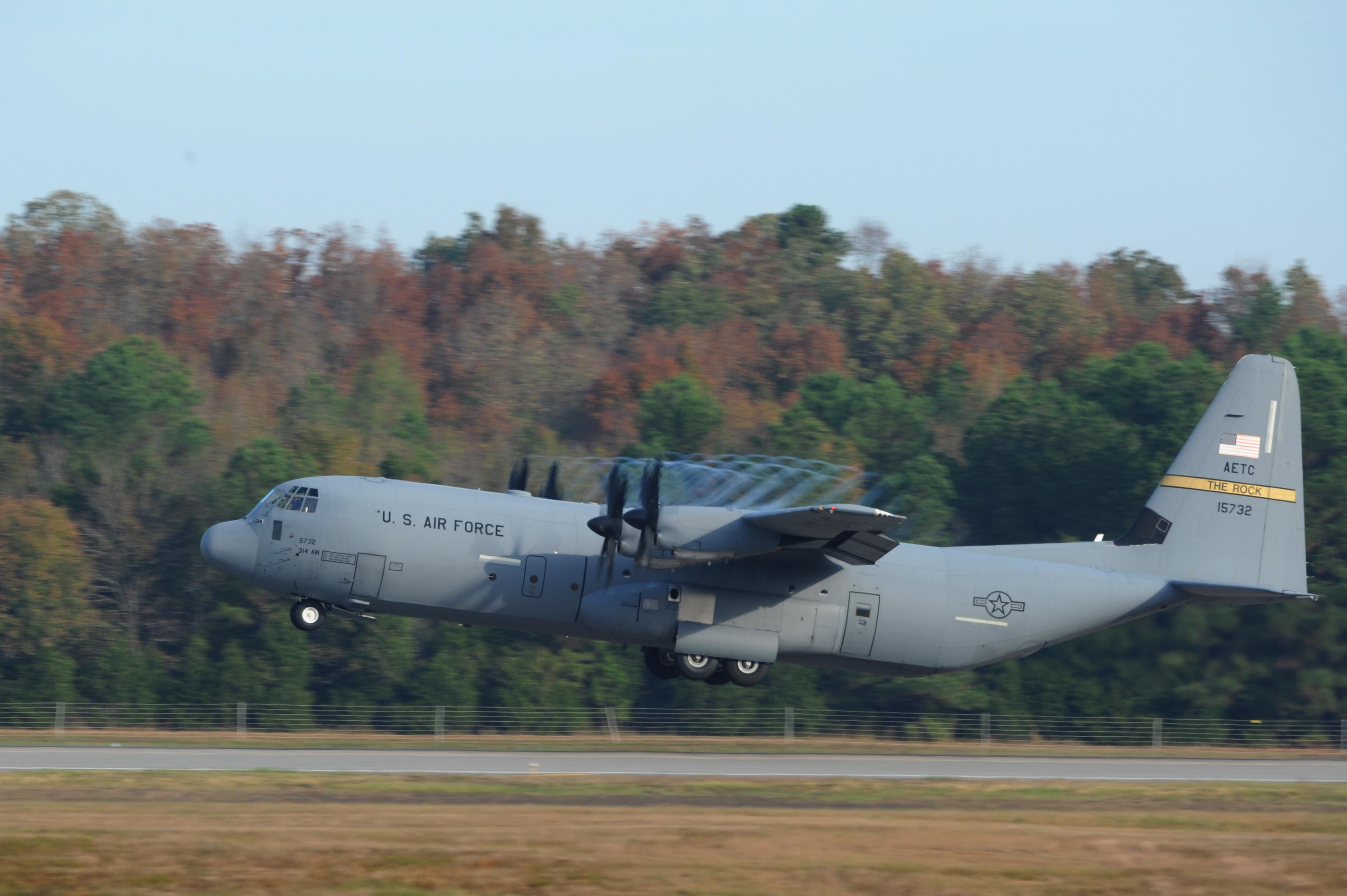
C-130J dello stormo

Il 314th Airlift Wing è uno stormo da addestramento avanzato dell'Air Education and Training Command. Il suo quartier generale è situato presso la base aerea di Little Rock, in Arkansas.

## Organizzazione
Attualmente, al maggio 2017, esso controlla:
- 314th Operations Group, striscia di coda gialla con scritta THE ROCK
  - 314th Operation Support Squadron
  -  62nd Airlift Squadron, Formal Training Unit - Equipaggiato con 14 C-130J
  - 714th Training Squadron
- 314th Maintenance Group
  - 314th Maintenance Squadron
  - 314th Aircraft Maintenance Squadron
  - 314th Maintenance Operations Squadron
- 314th Mission Support Group
  - 314th Contracting Squadron
  - 314th Security Forces Squadron
  - 314th Services Squadron
  - 314th Logistics Readiness Squadron
  - 314th Mission Support Squadron
  - 314th Communications Squadron
  - 314th Civil Engineer Squadron
- 314th Medical Group
  - 314th Medical Operations Squadron
  - 314th Medical Support Squadron